# Endel Rikand
Endel Rikand (ur. 9 kwietnia 1906 w Rydze, zm. 17 sierpnia 1944 w Permisküli) – estoński strzelec, mistrz świata.

## Życiorys
W 1924 roku ukończył szkołę realną w Tallinnie, a w 1926 Ryską Szkołę Przemysłową. Należał do Kaitseliitu.
Treningi strzeleckie rozpoczął w 1932 roku. W latach 1934–1939 był członkiem estońskiej reprezentacji w strzelectwie. Jest czterokrotnym medalistą mistrzostw świata. W dorobku ma dwa złote i dwa srebrne medale. Podczas mistrzostw świata w 1935 roku zdobył trzy medale w zawodach drużynowych. Jedyne indywidualne podium osiągnął na zawodach w 1939 roku – został wicemistrzem świata w karabinie małokalibrowym stojąc z 50 m (przegrał wyłącznie z Karlem Steigelmannem). W latach 1936–1939 osiągnął przynajmniej dziewięć medali mistrzostw Estonii, w tym dwa złote. Sześciokrotnie poprawiał rekordy Estonii w zawodach drużynowych. Pisał artykuły o tematyce strzeleckiej do czasopisma „Kaitse Kodu”.
Pracował w Parnawie i szkole przemysłowej w Põltsamaa w przemyśle drzewnym i metalurgicznym. Był także projektantem w tallińskiej firmie meblarskiej Massoprodukt. Walczył w wojnie kontynuacyjnej z ZSRR w latach 1943–1944. Zginął około miesiąc przed jej zakończeniem w wyniku obrażeń odniesionych w bitwie o Narwę.
Laureat złotego medalu Tallinna Spordipressi Klubi za najwybitniejsze osiągnięcie sportowe w Estonii (1935). Odznaczony m.in. Orderem Krzyża Białego Związku Obrony III stopnia (1938). W 2006 roku na strzelnicy w Männiku rozegrano po raz pierwszy zawody jego imienia.

## Wyniki

### Medale na mistrzostwach świata
Opracowano na podstawie materiałów źródłowych:
| Mistrzostwa  | Konkurencja                                     | Wynik             | Miejsce |
| ------------ | ----------------------------------------------- | ----------------- | ------- |
| Rzym 1935    | Karabin dowolny, trzy postawy, 300 m, drużynowo | 5465 pkt. (druż.) | srebro  |
| Rzym 1935    | Karabin małokalibrowy leżąc, 50 m, drużynowo    | 1964 pkt. (druż.) | złoto   |
| Rzym 1935    | Karabin małokalibrowy klęcząc, 50 m, drużynowo  | 1897 pkt. (druż.) | złoto   |
| Lucerna 1939 | Karabin małokalibrowy stojąc, 50 m              | 379 pkt.          | srebro  |